# Черкасова, Елизавета Михайловна
Баронесса Елизавета (Елисавета) Михайловна Черкасова (урождённая княжна Белосельская; 4 (15) марта 1742 — 17 (29) марта 1807) — фрейлина двора (1755) и литератор; жена барона И. И. Черкасова; сестра князей Андрея и Александра Белосельских.

## Биография
Из дворян; старшая дочь генерал-кригскомиссара от флота и адмиралтейства, в ранге вице-адмирала, князя Михаила Андреевича Белосельского (1702—1755) от его брака с графиней Натальей Григорьевной Чернышевой (1711—1760). По матери внучка графа Г. П. Чернышёва и знаменитой Авдотьи Ржевской.
Родилась в Петербурге, крещена при восприемстве императрицы Елизаветы Петровны, всемилостивейше пожаловавшей новорожденной «на риски 100 червонных». 22 марта 1755 года была пожалована во фрейлины двора. 29 июля 1762 года вышла замуж за морского офицера барона Ивана Ивановича Черкасова (1732—1811), впоследствии вице-адмирала Русского Императорского флота. Брак их был бездетный. Черкасов не пользовался большим почетом при дворе Екатерины II. Зимой жил с женой в Петербурге, а летом на своей даче Mon Repos (Мое отдохновение) на Петергофской дороге, которую императрица из пренебрежения к хозяину называла Mon tourment (Мое мучение).
По отзыву современника, баронесса была женщина, «никогда не изменявшая своему долгу». Не будучи красавицей, она имела выразительные чёрные глаза и свежей цвет лица. При этом была очень умна, занималась литературой и имела некоторое влияние на князя Григория Александровича Потёмина. В своих письмах называла светлейшего то «прекрасным моим херувимом», то «прелюбезным, премилым и всемогущим своим князем, имеющем беспримерное сердце», — то «батюшка умница моя».
Осенью 1804 года из-за своего расстроенного здоровья Черкасовы выехали за границу. Жили в Берлине и Дрездене, принимали ванны в Теплицах и в Карлсбаде. В 1805 году у баронессы случился приступ с кратковременной потерей памяти. Зиму 1806—1807 годов они  планировали провести в Берлине, но из-за приближения французов были вынуждены переехать в Варшаву, откуда, спасаясь от неприятеля, на Люблин в Галицию. Не вынеся тягот пути, Елизавета Михайловна Черкасова окончательно занемогла. 3 декабря 1806 года ее исповедовали и причестили. Она умерла 17 марте 1807 года 7 часов 20 минут утра в Люблине и была похоронена в местной греческой церкви. В «РБСП» баронесса Черкасова ошибочно названа стас-дамой, а датой её смерти указан в 1809 год.